# Harbuzivka, Tomakivka
Harbuzivka (în ucraineană Гарбузівка) este un sat în comuna Mîhailivka din raionul Tomakivka, regiunea Dnipropetrovsk, Ucraina.

## Demografie
Componența lingvistică a localității Harbuzivka
     Ucraineană (87,56%)
     Rusă (11,94%)
Conform recensământului din 2001, majoritatea populației localității Harbuzivka era vorbitoare de ucraineană (87,56%), existând în minoritate și vorbitori de rusă (11,94%).